# Championnats d'Europe de gymnastique artistique 2019
Navigation
Édition précédente Édition suivante
Les championnats d'Europe de gymnastique artistique 2019 sont la huitième édition des championnats d'Europe de gymnastique artistique. Ils se déroulent du 10 au 14 avril 2019 à la Netto Arena de Szczecin, en Pologne,.
Les athlètes ont jusqu'au 13 mars 2019 à minuit pour confirmer leur présence.
Les athlètes masculins (GAM) ont six appareils : anneaux, arçons, barre fixe, barres parallèles, saut et sol. Les athlètes féminines (GAF) ont quatre appareils : barres asymétrique, poutre, saut et sol. Chaque athlète peut se présenter aux appareils qu'il souhaite. Cependant pour participer au concours général, il faut passer tous les appareils puisque le score final du concours général est la somme des notes obtenu à chaque appareil.

## Participants
| Pays               | GAM | GAF | Total |             | Pays | GAM | GAF | Total |
| Albanie            | 1   | 0   | 1     | Israël      | 6    | 1   | 7   |       |
| Allemagne          | 6   | 4   | 10    | Italie      | 6    | 4   | 10  |       |
| Arménie            | 6   | 0   | 6     | Lettonie    | 2    | 4   | 6   |       |
| Autriche           | 2   | 1   | 3     | Lituanie    | 3    | 1   | 4   |       |
| Azerbaïdjan        | 3   | 1   | 4     | Luxembourg  | 0    | 1   | 1   |       |
| Belgique           | 5   | 4   | 9     | Pays-Bas    | 6    | 3   | 9   |       |
| Biélorussie        | 5   | 4   | 9     | Norvège     | 4    | 2   | 6   |       |
| Bulgarie           | 3   | 2   | 5     | Pologne     | 6    | 3   | 9   |       |
| Croatie            | 6   | 3   | 9     | Portugal    | 4    | 4   | 8   |       |
| Chypre             | 2   | 2   | 4     | Roumanie    | 5    | 3   | 8   |       |
| République tchèque | 2   | 3   | 5     | Royaume-Uni | 6    | 4   | 10  |       |
| Danemark           | 6   | 2   | 8     | Russie      | 6    | 4   | 10  |       |
| Espagne            | 6   | 4   | 10    | Serbie      | 4    | 0   | 4   |       |
| Finlande           | 6   | 4   | 10    | Slovaquie   | 1    | 2   | 3   |       |
| France             | 6   | 4   | 10    | Slovénie    | 3    | 3   | 6   |       |
| Géorgie            | 3   | 1   | 4     | Suède       | 5    | 4   | 9   |       |
| Grèce              | 5   | 3   | 8     | Suisse      | 6    | 4   | 10  |       |
| Hongrie            | 4   | 4   | 8     | Turquie     | 6    | 4   | 10  |       |
| Irlande            | 2   | 4   | 6     | Ukraine     | 6    | 4   | 10  |       |
| Islande            | 2   | 4   | 6     | Total       | 166  | 109 | 275 |       |

## Calendrier
|  | Qualification |  | Finale |

| Catégorie | Discipline                  | Avril 2019 | Avril 2019 | Avril 2019 | Avril 2019 | Avril 2019 |
| Catégorie | Discipline                  | 10         | 11         | 12         | 13         | 14         |
| --------- | --------------------------- | ---------- | ---------- | ---------- | ---------- | ---------- |
| GAM       | Concours général individuel |            |            | 13h00      |            |            |
| GAM       | Anneaux                     |            |            | 15h30      |            |            |
| GAM       | Arçons                      |            |            | 14h30      |            |            |
| GAM       | Barre fixe                  |            |            |            | 15h30      |            |
| GAM       | Barres parallèles           |            |            |            | 14h30      |            |
| GAM       | Saut                        |            |            |            | 13h30      |            |
| GAM       | Sol                         |            |            | 13h30      |            |            |
| GAF       | Concours général individuel |            |            | 17h30      |            |            |
| GAF       | Barres asymétriques         |            |            | 15h00      |            |            |
| GAF       | Poutre                      |            |            |            | 14h00      |            |
| GAF       | Saut                        |            |            | 14h00      |            |            |
| GAF       | Sol                         |            |            |            | 15h00      |            |

Ce programme est indiqué à titre prévisionnel et est susceptible d'être modifié.

## Tableau des médailles
| Épreuve                                         | Or                          | Argent                      | Bronze              |
| ----------------------------------------------- | --------------------------- | --------------------------- | ------------------- |
| Hommes                                          |                             |                             |                     |
| Concours général individuel résultats détaillés | Nikita Nagornyy             | Artur Dalaloyan             | Mários Georgíou     |
| Anneaux résultats détaillés                     | Denis Ablyazin              | Marco Lodadio               | Vahagn Davtyan      |
| Arçons résultats détaillés                      | Max Whitlock                | Cyril Tommasone             | Vladislav Poliashov |
| Barre fixe résultats détaillés                  | Epke Zonderland             | Tin Srbić                   | Artur Dalaloyan     |
| Barres parallèles résultats détaillés           | Nikita Nagornyy             | Petro Pakhnyuk              | Ferhat Arıcan       |
| Saut résultats détaillés                        | Denis Ablyazin              | Andrey Medvedev             | Artur Dalaloyan     |
| Sol résultats détaillés                         | Artur Dalaloyan             | Artem Dolgopyat             | Dmitriy Lankin      |
| Femmes                                          |                             |                             |                     |
| Concours général individuel résultats détaillés | Mélanie de Jesus dos Santos | Elissa Downie               | Angelina Melnikova  |
| Barres asymétriques résultats détaillés         | Anastasiia Iliankova        | Angelina Melnikova          | Alice D'Amato       |
| Poutre résultats détaillés                      | Alice Kinsella              | Mélanie de Jesus dos Santos | Lorette Charpy      |
| Saut résultats détaillés                        | Maria Paseka                | Coline Devillard            | Elissa Downie       |
| Sol résultats détaillés                         | Mélanie de Jesus dos Santos | Eythora Thorsdottir         | Angelina Melnikova  |

## Résultats détaillés

### Hommes

#### Concours général individuel
Au total, 80 gymnastes ont participé aux qualifications du concours général individuel.
| Rang               | Gymnaste          | Pays        | Sol    | Cheval d'arçon | Anneaux | Saut   | Barres parallèles | Barre fixe | Total  |
| ------------------ | ----------------- | ----------- | ------ | -------------- | ------- | ------ | ----------------- | ---------- | ------ |
| Médaille d'or      | Nikita Nagornyy   | Russie      | 14.766 | 14.333         | 14.733  | 14.900 | 15.400            | 14.533     | 88.665 |
| Médaille d'argent  | Artur Dalaloyan   | Russie      | 14.800 | 13.966         | 14.600  | 14.533 | 15.200            | 14.733     | 87.832 |
| Médaille de bronze | Mários Georgíou   | Chypre      | 13.833 | 14.166         | 13.500  | 14.000 | 14.733            | 14.166     | 84.398 |
| 4                  | Joe Fraser        | Royaume-Uni | 13.866 | 13.933         | 13.833  | 14.200 | 14.833            | 13.700     | 84.365 |
| 5                  | Ahmet Önder       | Turquie     | 13.933 | 13.333         | 14.000  | 14.600 | 15.000            | 13.933     | 84.299 |
| 6                  | Petro Pakhnyuk    | Ukraine     | 13.233 | 13.700         | 13.433  | 14.433 | 14.933            | 13.566     | 83.298 |
| 7                  | James Hall        | Royaume-Uni | 12.766 | 13.833         | 13.833  | 14.266 | 14.466            | 13.933     | 83.097 |
| 8                  | Artur Davtyan     | Arménie     | 13.566 | 13.666         | 14.166  | 14.633 | 13.700            | 13.366     | 83.097 |
| 9                  | Loris Frasca      | France      | 13.966 | 13.366         | 13.333  | 15.033 | 13.566            | 13.333     | 82.597 |
| 10                 | Ferhat Arıcan     | Turquie     | 13.766 | 14.100         | 12.633  | 14.333 | 14.633            | 12.800     | 82.265 |
| 11                 | Andreas Toba      | Allemagne   | 13.266 | 13.466         | 13.833  | 14.433 | 13.700            | 13.533     | 82.231 |
| 12                 | Casimir Schmidt   | Pays-Bas    | 14.133 | 13.366         | 13.633  | 14.433 | 13.600            | 12.933     | 82.098 |
| 13                 | Nicolò Mozzato    | Italie      | 14.000 | 12.966         | 12.800  | 14.300 | 13.600            | 13.933     | 81.599 |
| 14                 | Eddy Yusof        | Suisse      | 13.800 | 12.233         | 13.533  | 13.000 | 14.633            | 13.833     | 81.032 |
| 15                 | Ludovico Edalli   | Italie      | 13.666 | 13.300         | 12.400  | 13.400 | 14.366            | 13.733     | 80.865 |
| 16                 | Robert Tvorogal   | Lituanie    | 13.533 | 12.900         | 12.200  | 13.833 | 14.166            | 13.866     | 80.498 |
| 17                 | Christian Baumann | Suisse      | 13.600 | 11.666         | 14.100  | 13.733 | 13.366            | 13.633     | 80.098 |
| 18                 | Joel Plata        | Espagne     | 13.766 | 11.833         | 13.366  | 13.566 | 13.566            | 13.800     | 79.897 |
| 19                 | Yevhen Yudenkov   | Ukraine     | 13.200 | 13.266         | 13.100  | 13.800 | 13.533            | 12.900     | 79.799 |
| 20                 | Oskar Kirmes      | Finlande    | 13.900 | 12.966         | 12.733  | 13.800 | 13.700            | 12.100     | 79.199 |
| 21                 | Ivan Tikhonov     | Azerbaïdjan | 13.700 | 12.633         | 13.466  | 14.333 | 13.000            | 11.533     | 78.665 |
| 22                 | Jimmy Verbaeys    | Belgique    | 13.133 | 12.300         | 12.700  | 13.766 | 14.000            | 12.466     | 78.365 |
| 23                 | Elias Koski       | Finlande    | 13.200 | 12.200         | 13.000  | 13.500 | 12.900            | 13.333     | 78.133 |
| 24                 | Paul Degouy       | France      | 13.166 | 9.900          | 12.833  | 13.100 | 12.900            | 13.633     | 75.532 |

#### Anneaux
Au total, 101 gymnastes ont participé aux qualifications des anneaux.
| Rang               | Nom              | Pays        | Score D | Score E | Pénalité | Total  |
| ------------------ | ---------------- | ----------- | ------- | ------- | -------- | ------ |
| Médaille d'or      | Denis Ablyazin   | Russie      | 6.100   | 8.866   | 0.000    | 14.966 |
| Médaille d'argent  | Marco Lodadio    | Italie      | 6.300   | 8.666   | 0.000    | 14.966 |
| Médaille de bronze | Vahagn Davtyan   | Arménie     | 6.100   | 8.833   | 0.000    | 14.933 |
| 4                  | Nikita Nagornyy  | Russie      | 6.000   | 8.900   | 0.000    | 14.900 |
| 5                  | Courtney Tulloch | Royaume-Uni | 6.500   | 8.266   | 0.000    | 14.766 |
| 6                  | Samir Aït Saïd   | France      | 6.100   | 8.633   | 0.000    | 14.733 |
| 7                  | Artur Tovmasyan  | Arménie     | 6.100   | 8.600   | 0.000    | 14.700 |
| 8                  | Ihor Radivilov   | Ukraine     | 6.300   | 7.633   | 0.000    | 13.933 |

#### Arçons
Au total, 110 gymnastes ont participé aux qualifications du cheval d'arçons.
| Rang               | Nom                 | Pays        | Score D | Score E | Pénalité | Total  |
| ------------------ | ------------------- | ----------- | ------- | ------- | -------- | ------ |
| Médaille d'or      | Max Whitlock        | Royaume-Uni | 6.900   | 8.633   | 0.000    | 15.533 |
| Médaille d'argent  | Cyril Tommasone     | France      | 6.200   | 8.600   | 0.000    | 14.800 |
| Médaille de bronze | Vladislav Poliashov | Russie      | 6.000   | 8.600   | 0.000    | 14.600 |
| 4                  | Nikita Nagornyy     | Russie      | 5.900   | 8.566   | 0.000    | 14.466 |
| 5                  | Ferhat Arıcan       | Turquie     | 5.600   | 8.266   | 0.000    | 13.866 |
| 6                  | Brinn Bevan         | Royaume-Uni | 5.500   | 7.900   | 0.000    | 13.400 |
| 7                  | Oleh Vernyayev      | Ukraine     | 6.200   | 7.000   | 0.000    | 13.200 |
| 8                  | Mários Georgíou     | Chypre      | 5.600   | 7.400   | 0.000    | 13.000 |

#### Barre fixe
Au total, 103 gymnastes ont participé aux qualifications de la barre fixe.
| Rang               | Nom             | Pays        | Score D | Score E | Pénalité | Total  |
| ------------------ | --------------- | ----------- | ------- | ------- | -------- | ------ |
| Médaille d'or      | Epke Zonderland | Pays-Bas    | 8,466   | 6,800   | 0,000    | 15,266 |
| Médaille d'argent  | Tin Srbić       | Croatie     | 8,700   | 6,200   | 0,000    | 14,900 |
| Médaille de bronze | Artur Dalaloyan | Russie      | 8,700   | 6,100   | 0,000    | 14,800 |
| 4                  | Carlo Macchini  | Italie      | 8,366   | 5,700   | 0,000    | 14,066 |
| 5                  | Ludovico Edalli | Italie      | 7,833   | 5,600   | 0,000    | 13,433 |
| 6                  | Ivan Stretovich | Russie      | 6,833   | 5,700   | 0,000    | 12,533 |
| 7                  | Ahmet Önder     | Turquie     | 7,266   | 5,200   | 0,000    | 12,466 |
| 8                  | James Hall      | Royaume-Uni | 8,800   | 0,700   | 8,000    | 1,500  |

#### Barres parallèles
Au total, 98 gymnastes ont participé aux qualifications de la barre fixe.
| Rang               | Nom               | Pays        | Score D | Score E | Pénalité | Total  |
| ------------------ | ----------------- | ----------- | ------- | ------- | -------- | ------ |
| Médaille d'or      | Nikita Nagornyy   | Russie      | 9,066   | 6,400   | 0,000    | 15,466 |
| Médaille d'argent  | Petro Pakhnyuk    | Ukraine     | 9,133   | 6,200   | 0,000    | 15,333 |
| Médaille de bronze | Ferhat Arıcan     | Turquie     | 8,733   | 6,300   | 0,000    | 15,033 |
| 4                  | Artur Dalaloyan   | Russie      | 8,566   | 6,400   | 0,000    | 14,966 |
| 5                  | Ahmet Önder       | Turquie     | 8,633   | 6,200   | 0,000    | 14,833 |
| 6                  | Christian Baumann | Suisse      | 8,466   | 6,100   | 0,000    | 14,566 |
| 7                  | Brinn Bevan       | Royaume-Uni | 8,633   | 5,900   | 0,000    | 14,533 |
| 8                  | Oleh Vernyayev    | Ukraine     | 7,733   | 5,400   | 0,000    | 13,133 |

#### Saut
Au total, 35 gymnastes ont participé aux qualifications du saut.
| Rang               | Nom               | Pays        | Saut 1  | Saut 1  | Saut 1 | Saut 1 | Saut 2  | Saut 2  | Saut 2 | Saut 2 | Total  |
| Rang               | Nom               | Pays        | Score D | Score E | Pén.   | Total  | Score D | Score E | Pén.   | Total  | Total  |
| ------------------ | ----------------- | ----------- | ------- | ------- | ------ | ------ | ------- | ------- | ------ | ------ | ------ |
| Médaille d'or      | Denis Ablyazin    | Russie      | 5.600   | 9.400   | 0.000  | 15.000 | 5.600   | 9.300   | 0.000  | 14.900 | 14.950 |
| Médaille d'argent  | Andrey Medvedev   | Israël      | 5.600   | 8.733   | 0.000  | 14.333 | 5.200   | 9.466   | 0.000  | 14.666 | 14.499 |
| Médaille de bronze | Artur Dalaloyan   | Russie      | 5.600   | 9.333   | 0.000  | 14.933 | 6.000   | 8.133   | 0.000  | 14.133 | 14.533 |
| 4                  | Yahor Sharamkou   | Biélorussie | 5.200   | 9.066   | 0.000  | 14.266 | 5.600   | 9.166   | 0.000  | 14.766 | 14.516 |
| 5                  | Benjamin Gischard | Suisse      | 5.200   | 9.300   | 0.000  | 14.500 | 5.200   | 9.266   | 0.000  | 14.466 | 14.483 |
| 6                  | Nicola Bartolini  | Italie      | 5.200   | 9.466   | 0.000  | 14.666 | 4.800   | 9.533   | 0.100  | 14.233 | 14.449 |
| 7                  | Ihor Radivilov    | Ukraine     | 5.600   | 9.400   | 0.000  | 15.000 | 5.600   | 8.166   | 0.300  | 13.466 | 14.466 |
| 8                  | Courtney Tulloch  | Royaume-Uni | 5.600   | 7.933   | 0.300  | 13.233 | 5.600   | 7.933   | 0.000  | 13.533 | 13.383 |

#### Sol
Au total, 106 gymnastes ont participé aux qualifications au sol.
| Rang               | Nom                | Pays    | Score D | Score E | Pénalité | Total  |
| ------------------ | ------------------ | ------- | ------- | ------- | -------- | ------ |
| Médaille d'or      | Artur Dalaloyan    | Russie  | 6.200   | 8.900   | 0.000    | 15.100 |
| Médaille d'argent  | Artem Dolgopyat    | Israël  | 6.400   | 8.600   | 0.100    | 14.900 |
| Médaille de bronze | Dmitriy Lankin     | Russie  | 6.500   | 8.400   | 0.100    | 14.800 |
| 4                  | Benjamin Gischard  | Suisse  | 6.000   | 8.500   | 0.000    | 14.500 |
| 5                  | Alexander Shatilov | Israël  | 5.800   | 8.666   | 0.000    | 14.466 |
| 6                  | Rayderley Zapata   | Espagne | 6.100   | 8.366   | 0.000    | 14.466 |
| 7                  | Ahmet Önder        | Turquie | 5.900   | 8.200   | 0.000    | 14.100 |
| 8                  | Nicola Bartolini   | Italie  | 5.800   | 8.266   | 0.000    | 14.066 |

### Femmes

#### Concours général individuel
Au total, 76 gymnastes ont participé aux qualifications du concours général individuel.
| Rang               | Gymnaste                    | Pays               | Saut   | Barres asymétriques | Poutre | Sol    | Total  |
| ------------------ | --------------------------- | ------------------ | ------ | ------------------- | ------ | ------ | ------ |
| Médaille d'or      | Mélanie de Jesus dos Santos | France             | 14.100 | 14.000              | 13.733 | 13.600 | 55.433 |
| Médaille d'argent  | Elissa Downie               | Royaume-Uni        | 14.500 | 14.066              | 13.333 | 13.466 | 55.365 |
| Médaille de bronze | Angelina Melnikova          | Russie             | 14.333 | 14.266              | 12.900 | 13.566 | 55.065 |
| 4                  | Alice D'Amato               | Italie             | 14.233 | 14.200              | 12.300 | 12.500 | 53.233 |
| 5                  | Anastasia Bachynska         | Ukraine            | 13.600 | 13.300              | 13.533 | 12.700 | 53.133 |
| 6                  | Giorgia Villa               | Italie             | 14.300 | 13.533              | 12.633 | 12.533 | 52.999 |
| 7                  | Diana Varinska              | Ukraine            | 13.400 | 13.833              | 12.866 | 12.900 | 52.999 |
| 8                  | Lorette Charpy              | France             | 13.600 | 13.933              | 12.500 | 12.400 | 52.433 |
| 9                  | Angelina Simakova           | Russie             | 13.300 | 13.866              | 13.466 | 10.833 | 51.465 |
| 10                 | Ana Filipa Martins          | Portugal           | 13.433 | 12.666              | 12.733 | 12.566 | 51.398 |
| 11                 | Eythora Thorsdottir         | Pays-Bas           | 13.466 | 11.833              | 12.666 | 13.400 | 51.365 |
| 12                 | Maellyse Brassart           | Belgique           | 13.400 | 12.766              | 12.900 | 12.100 | 51.166 |
| 13                 | Tisha Volleman              | Pays-Bas           | 14.000 | 12.900              | 11.566 | 12.433 | 50.899 |
| 14                 | Jessica Castles             | Suède              | 13.400 | 11.633              | 12.833 | 12.866 | 50.732 |
| 15                 | Alice Kinsella              | Royaume-Uni        | 14.200 | 12.600              | 13.033 | 10.833 | 50.666 |
| 16                 | Laura Bechdeju              | Espagne            | 13.266 | 13.100              | 12.033 | 12.200 | 50.599 |
| 17                 | Denisa Golgotă              | Roumanie           | 14.266 | 11.800              | 11.700 | 12.733 | 50.499 |
| 18                 | Ilaria Kaeslin              | Suisse             | 13.366 | 12.000              | 13.200 | 11.933 | 50.499 |
| 19                 | Nora Feher                  | Hongrie            | 12.933 | 13.133              | 11.333 | 12.366 | 49.765 |
| 20                 | Jade Vansteenkiste          | Belgique           | 13.366 | 11.966              | 10.933 | 12.533 | 48.798 |
| 21                 | Cintia Rodríguez            | Espagne            | 13.300 | 11.100              | 12.500 | 11.866 | 48.766 |
| 22                 | Aneta Holasova              | République tchèque | 13.600 | 12.166              | 10.800 | 12.166 | 48.732 |
| 23                 | Marina Nekrasova            | Azerbaïdjan        | 13.500 | 10.166              | 12.666 | 12.133 | 48.465 |
| 24                 | Lisa Zimmermann             | Allemagne          | 13.300 | 12.366              | 10.400 | 11.733 | 47.799 |

#### Barres asymétriques
| Rang               | Nom                         | Pays        | Score D | Score E | Pénalité | Total  |
| ------------------ | --------------------------- | ----------- | ------- | ------- | -------- | ------ |
| Médaille d'or      | Anastasiia Iliankova        | Russie      | 6.300   | 8.533   | 0.000    | 14.833 |
| Médaille d'argent  | Angelina Melnikova          | Russie      | 6.100   | 8.433   | 0.000    | 14.533 |
| Médaille de bronze | Alice D'Amato               | Italie      | 6.000   | 8.400   | 0.000    | 14.400 |
| 4                  | Anastasiya Alistratava      | Biélorussie | 5.800   | 8.566   | 0.000    | 14.366 |
| 5                  | Jonna Adlerteg              | Suède       | 6.000   | 8.300   | 0.000    | 14.300 |
| 6                  | Lorette Charpy              | France      | 5.700   | 8.400   | 0.000    | 14.100 |
| 7                  | Mélanie de Jesus dos Santos | France      | 5.600   | 8.166   | 0.000    | 13.766 |
| 8                  | Sanna Veerman               | Pays-Bas    | 5.500   | 6.866   | 0.000    | 12.366 |

#### Poutre
| Rang               | Nom                         | Pays        | Score D | Score E | Pénalité | Total  |
| ------------------ | --------------------------- | ----------- | ------- | ------- | -------- | ------ |
| Médaille d'or      | Alice Kinsella              | Royaume-Uni | 5.500   | 8.066   | 0.000    | 13.566 |
| Médaille d'argent  | Mélanie de Jesus dos Santos | France      | 5.500   | 7.966   | 0.000    | 13.466 |
| Médaille de bronze | Lorette Charpy              | France      | 5.400   | 7.500   | 0.000    | 12.900 |
| 4                  | Denisa Golgotă              | Roumanie    | 5.400   | 6.766   | 0.000    | 12.166 |
| 5                  | Ilaria Kaeslin              | Suisse      | 4.900   | 7.933   | 0.000    | 12.833 |
| 6                  | Pauline Schäfer             | Allemagne   | 5.300   | 6.500   | 0.100    | 11.700 |
| 7                  | Anastasia Bachynska         | Ukraine     | 4.900   | 6.733   | 0.000    | 11.633 |
| 8                  | Giorgia Villa               | Italie      | 5.300   | 5.900   | 0.000    | 11.200 |

#### Saut
| Rang               | Nom                | Pays        | Saut 1  | Saut 1  | Saut 1 | Saut 1 | Saut 2  | Saut 2  | Saut 2 | Saut 2 | Total  |
| Rang               | Nom                | Pays        | Score D | Score E | Pén.   | Total  | Score D | Score E | Pén.   | Total  | Total  |
| ------------------ | ------------------ | ----------- | ------- | ------- | ------ | ------ | ------- | ------- | ------ | ------ | ------ |
| Médaille d'or      | Maria Paseka       | Russie      | 6.000   | 8.500   | 0.300  | 14.200 | 5.800   | 9.033   | 0.000  | 14.833 | 14.516 |
| Médaille d'argent  | Coline Devillard   | France      | 5.800   | 9.000   | 0.000  | 14.800 | 5.400   | 8.800   | 0.100  | 14.100 | 14.450 |
| Médaille de bronze | Elissa Downie      | Royaume-Uni | 5.400   | 9.000   | 0.000  | 14.400 | 5.200   | 9.033   | 0.000  | 14.233 | 14.316 |
| 4                  | Asia D'Amato       | Italie      | 5.400   | 8.900   | 0.000  | 14.300 | 5.200   | 8.966   | 0.000  | 14.166 | 14.233 |
| 5                  | Angelina Melnikova | Russie      | 5.400   | 8.933   | 0.000  | 14.333 | 5.200   | 8.733   | 0.000  | 13.933 | 14.133 |
| 6                  | Denisa Golgotă     | Roumanie    | 5.400   | 9.100   | 0.000  | 14.500 | 4.800   | 8.933   | 0.000  | 13.733 | 14.116 |
| 7                  | Sara Peter         | Hongrie     | 5.400   | 9.133   | 0.000  | 14.533 | 4.600   | 9.000   | 0.000  | 13.600 | 14.066 |
| 8                  | Teja Belak         | Slovénie    | 5.400   | 8.533   | 0.000  | 13.933 | 5.000   | 7.566   | 0.000  | 12.566 | 13.249 |

#### Sol
| Rang               | Nom                         | Pays        | Score D | Score E | Pénalité | Total  |
| ------------------ | --------------------------- | ----------- | ------- | ------- | -------- | ------ |
| Médaille d'or      | Mélanie De Jesus Dos Santos | France      | 5.700   | 8.233   | 0.100    | 13.833 |
| Médaille d'argent  | Eythora Thorsdottir         | Pays-Bas    | 5.500   | 8.166   | 0.000    | 13.666 |
| Médaille de bronze | Angelina Melnikova          | Russie      | 5.900   | 7.866   | 0.300    | 13.466 |
| 4                  | Denisa Golgotă              | Roumanie    | 5.700   | 7.766   | 0.100    | 13.366 |
| 5                  | Claudia Fragapane           | Royaume-Uni | 5.700   | 7.666   | 0.000    | 13.366 |
| 6                  | Jade Vansteenkiste          | Belgique    | 5.200   | 8.033   | 0.000    | 13.233 |
| 7                  | Alice Kinsella              | Royaume-Uni | 5.100   | 8.000   | 0.000    | 13.100 |
| 8                  | Marine Boyer                | France      | 5.000   | 7.933   | 0.000    | 12.933 |